# The U-Mix Show
The U-Mix Show fue un programa de televisión y a la vez un bloque de programación de Disney Channel, transmitido en Latinoamérica. Se estrenó el 19 de mayo de 2012 y estaba dirigido a principalmente a niños y jóvenes. Contenía monólogos, entrevistas con invitados y sorpresas relacionadas con la telenovela infanitl Violetta.

## Sinopsis
The U-Mix Show es un programa semanal en el que la audiencia puede disfrutar de un resumen único de lo sucedido en las series de Disney Channel a lo largo de esa semana, y un anticipo de lo que vendrá. El show fue conducido por Roger González en la Señal México y Atlántico Norte (primera temporada), y por Dani Martins en la Señal Atlántico Sur y Pacífico (primera y segunda temporada). En el programa el conductor realiza sus monólogos, entrevista al invitado, realiza varios sketches, entre muchas otras propuestas. En 2013, Roger Gonzalez fue reemplazado por Ignacio Riva Palacio para conducir en la Señal México y Atlántico Norte, y desde 2014 conduce el programa para toda Latinoamérica.

## Presentador
- Daniel Martins - Señal Atlántico Sur y Pacífico (Temporada 1 - 2)
- Roger González - Señal México y Atlántico Norte (Temporada 1)
- Ignacio Riva Palacio - Señal México y Atlántico Norte (Temporada 2 - 3), Señal Atlántico Sur y Pacífico (Temporada 3)
- Bruno Heder - Brasil (Temporada 1 - 3)

## Estrellas invitadas
| 1  | Diego Ramos                                                                                | 19 de mayo de 2012  |
| 2  | Clara Alonso                                                                               | 26 de mayo de 2012  |
| 3  | Pablo Espinosa y Jorge Blanco                                                              | 2 de junio de 2012  |
| 4  | Mercedes Lambre y Artur Logunov como Brako                                                 | 9 de junio de 2012  |
| 5  | Ezequiel Rodríguez, Pablo Sultani y Mercedes Lambre como Ludmila                           | 16 de junio de 2012 |
| 6  | Candelaria Molfese, Facundo Gambandé, Joaquín Berthold como Matías y Martina Stoessel      |                     |
| 7  | Florencia Benítez, Joaquín Berthold, Nicolás Garnier como Andrés                           |                     |
| 8  | Martina Stoessel, Candelaria Molfese como Camila y Artur Logunov como Brako                |                     |
| 9  | Elenco de Violetta                                                                         |                     |
| 10 | Rodrigo Pedreira                                                                           |                     |
| 11 | Nicolás Garnier y Samuel Nascimento                                                        |                     |
| 12 | Mercedes Lambre, Pablo Espinosa, Florencia Benítez como Jade y Mirta Wons como Olga        |                     |
| 13 | Clara Alonso, Florencia Benítez , Alfredo Allende como Ramallo y Mirta Wons como Olga      |                     |
| 14 | Facundo Gambandé, Alba Rico y Lodovica Comello como Francesca                              |                     |
| 15 | Martina Stoessel, Diego Ramos, Pablo Espinosa como Tomás y Jorge Blanco como León          |                     |
| 16 | Candelaria Molfese, Lodovica Comello, Alba Rico como Naty y Rodrigo Pedreira como Gregorio |                     |
| 17 | Jorge Blanco, Martina Stoessel y Clara Alonso como Angie                                   |                     |
| 18 | Elenco de Violetta                                                                         |                     |

| 1  | Martina Stoessel y Mercedes Lambre como Ludmila y Violetta                                                          | 3 de mayo de 2013  |
| 2  | Jorge Blanco, Samuel Nascimento como León, Broduey, Nicolás Garnier como Andrés y Mercedes Lambre como Ludmila      | 10 de mayo de 2013 |
| 3  | Bridgit Mendler, Rock Bones y Martina Stoessel                                                                      | 17 de mayo de 2013 |
| 4  | Mercedes Lambre y Rock Bones                                                                                        | 24 de mayo de 2013 |
| 5  | Florencia Benítez como Jade y ella misma, Joaquín Berthold como Matías y él mismo, y Samuel Nascimento como Broduey | 31 de mayo de 2013 |
| 6  | Valeria Baroni y Rodrigo Pedreira como Gregorio y él mismo                                                          |                    |
| 7  | College 11, Pablo Sultani, Rodrigo Pedreira y Ezequiel Rodríguez                                                    |                    |
| 8  | Roco, Joaquín Berthold, Ezequiel Rodríguez y Diego Álcala como Marotti                                              |                    |
| 9  | Elenco de Violetta                                                                                                  |                    |
| 10 | Lodovica Comello, Xabiani Ponce De León y Hanson                                                                    |                    |
| 11 | Alba Rico, Rodrigo Pedreira como Gregorio, Lodovica Comello y Diego Domínguez                                       |                    |
| 12 | Alfredo Allende como Ramallo y Diego Domínguez                                                                      |                    |
| 13 | Maxi Trusso, María Clara Alonso, Florencia Benítez y Carla Pandolfi                                                 |                    |
| 14 | Candelaria Molfese, Alba Rico y Rock Bones                                                                          |                    |
| 15 | Ruggero Pasquarelli, Facundo Gambandé, Samuel Nascimento y Franco Masini                                            |                    |
| 16 | Miranda! |                    |
| 17 | Jorge Blanco y Valeria Baroni                                                                                       |                    |
| 18 | Mercedes Lambre, Clara Alonso, Pablo Sultani, Guido Pennelli, Diego Alcalá, Lucía Pecrul y Lucas Verstraeten        |                    |
| 19 | College 11, Rock Bones, Elenco de Violetta y Lali Espósito                                                          |                    |

| 1  | College 11 | 5 de mayo de 2014      |
| 2  | Diego Domínguez y Xabiani Ponce De León | 12 de mayo de 2014     |
| 3  | Xabiani Ponce De León como Ludmila y él mismo, Pablo Alborán, College 11, Benjamín Rojas, Santiago Stieben, Nicole Luis, Jorge Blanco, R5 y Candelaria Molfese, Lodovica Comello | 19 de mayo de 2014     |
| 4  | Valeria Baroni, Iván Zavala, Lodovica Comello, Matt Hunter, Laura Marano, Debby Ryan, R5                                                                                         | 26 de mayo de 2014     |
| 5  | Lali Espósito, Martín Palermo, Ryduan Palermo, Laura Marano, Nicolás Garnier, Dani Martins, Nicole Luis, Santiago Stieben                                                        | 2 de junio de 2014     |
| 6  | Valeria Baroni, Lodovica Comello, Facundo Gambandé | 9 de junio de 2014     |
| 7  | Matt Hunter, Facundo Gambandé | 16 de junio de 2014    |
| 8  | Ruggero Pasquarelli, Laura Marano, Facundo Gambandé, Nicole Luis, Santiago Stieben, Mercedes Lambre                                                                              | 7 de julio de 2014     |
| 9  | College 11, Ruggero Pasquarelli, Lali Espósito | 13 de octubre de 2014  |
| 10 | _ | 3 de noviembre de 2014 |

## Segmentos que presentan regularmente
- Introducción: El anfitrión hace un monólogo relacionado con los capítulos de la semana. Inicialmente hablaba de los capítulos de la serie Violetta, a partir de la segunda temporada también cuenta sobre lo que pasó en la semana en otras series de Disney Channel.
- Características especiales de previsión: El anfitrión relata un resumen de los capítulos de la semana mientras muestran imágenes y/o escenas.
- El sillón de las estrellas: Los miembros del reparto son entrevistados y responden a "preguntas realmente importantes". A partir de la segunda temporada, el anfitrión desafía al entrevistado a realizar una serie de pruebas.
- Mix Hits: El anfitrión muestra los mejores momentos musicales de la semana. A partir de la segunda temporada, el anfitrión muestra los mejores momentos musicales en otras series de Disney Channel.
- Mix The Scenes: El anfitrión muestra sus participaciones especiales en la serie en "escenas que nunca salieron al aire". A partir de la segunda temporada, el anfitrión muestra sus participaciones especiales en otras series de Disney Channel.
- Mix Takes: El anfitrión analiza las cosas "extrañas" que pasan en la serie durante la semana. A partir de la segunda temporada, el anfitrión también analiza las cosas extrañas que pasan en otras series de Disney Channel.
- Cortas investigaciones: El anfitrión muestra un vistazo de los capítulos siguientes.

## Episodios
| Temporada | Temporada | Episodios | Latinoamérica      | Latinoamérica          |
| Temporada | Temporada | Episodios | Comienzo           | Final                  |
| --------- | --------- | --------- | ------------------ | ---------------------- |
|           | 1         | 18        | 19 de mayo de 2012 | 28 de octubre de 2012  |
|           | 2         | 19        | 3 de mayo de 2013  | 12 de octubre de 2013  |
|           | 3         | 10        | 5 de mayo de 2014  | 3 de noviembre de 2014 |

## Premios y nominaciones
| Año  | Premio                        | Categoría                 | Resultado |
| ---- | ----------------------------- | ------------------------- | --------- |
| 2013 | Kids' Choice Awards México    | Programa o Serie Favorita | Nominado  |
| 2015 | Kids' Choice Awards Argentina | Programa Favorito         | Nominado  |